# Rune Molin
Nils Rune Molin, född 11 februari 1931 i Svenneby, död 26 augusti 2011 i Oscars församling i Stockholm, var en svensk fackföreningsman och politiker (socialdemokrat). Han var statsråd 1990–1991 i regeringen Carlsson I. 
Vid folkomröstningen om kärnkraft 1980 var Molin kampanjledare för linje 2. Han utsågs 1990 till industriminister i regeringen Carlsson I där han också  hade hand om energifrågorna. Han satt som statsråd fram till regeringsskiftet i oktober 1991.
Molin avled 2011. En runa över honom, författad av bland andra förre statsministern Ingvar Carlsson, publicerades i Dagens Nyheter den 7 september 2011.